# Elof von Wernstedt
Elof Lago von Wernstedt, född 4 november 1826 i Stockholm, död där 8 maj 1913, var en svensk hovman.
von Wernstedt blev student vid Uppsala universitet 1845 och avlade kameralexamen 1848. Han blev extra ordinarie tjänsteman i Generalpoststyrelsen samma år och ordinarie där 1863, extra ordinarie tjänsteman i Sveriges riksbank 1852 och var bokhållare där 1876–1894. von Wernstedt blev kammarjunkare 1866 och kammarherre 1877.